# L.A. Noire
L.A. Noire ist ein Computerspiel, entwickelt von Team Bondi und veröffentlicht von Rockstar Games. Ursprünglich als Exklusivtitel für die PlayStation 3 angekündigt, erschien das Spiel auch für Xbox 360 und PC. L.A. Noire wurde am 17. bzw. 20. Mai 2011 in den USA und Europa veröffentlicht, die PC-Version erschien am 11. November 2011. Das Spiel wurde etwa fünf Millionen Mal verkauft. Am 14. November 2017 erschienen angepasste Versionen für PlayStation 4, Xbox One und Nintendo Switch. Außerdem wurde eine spezielle PC-Version angekündigt.
Hauptort des Spiels ist die namensgebende Stadt Los Angeles im Jahr 1947. Dem Spieler wird die Aufgabe übertragen, eine Serie von Mordfällen zu untersuchen und aufzuklären. Wie der Titel suggeriert, lebt das Spiel von Themen und den ästhetischen Elementen des Film noir – einem Filmgenre der 1940er und 1950er Jahre, gekennzeichnet durch Verbrechen, düstere Bildgestaltung und entfremdete, verbitterte Charaktere. L.A. Noire nutzt Farbgebung als Hommage an den visuellen Stil des Film noir, kann aber optional auch in Schwarz-weiß gespielt werden. Die Schauplätze der Nachkriegszeit bilden den Hintergrund für Handlungselemente wie Korruption und Drogen, die in einem Bezug zu Kriminalfilmen der 1940er Jahre stehen. Erwähnenswert ist der Einsatz der Echtzeitbeleuchtungstechnik der Firma Lightsprint sowie die als Motionscan bezeichnete Technik von Depth Analysis, bei der die Mimiken von Schauspielern mit 32 Videokameras aufgezeichnet und digitalisiert wurden, um realistische Gesichtsausdrücke aus jedem Blickwinkel im Spiel zu ermöglichen. Das Datenvolumen, das dafür benötigt wurde, betrug bei L.A. Noire 300 Terabyte.

## Handlung
L.A. Noire versetzt den Spieler ins Los Angeles des Jahres 1947, einer Stadt voller Glanz, Reichtum und Wohlstand, in der aber auch Verbrechen und Korruption an der Tagesordnung stehen. Der Spieler übernimmt die Rolle von Cole Phelps, einem Polizeibeamten, der seine Karriere beim Los Angeles Police Department durchlebt.
Dabei wird nicht nur die eigentliche Karriere Cole Phelps dargestellt, sondern es werden dem Spieler auch Episoden aus Phelps Vergangenheit präsentiert, die dieser im Zweiten Weltkrieg in Japan erlebt hat. Stückchenweise erfährt der Spieler ein dunkles Geheimnis Phelps, das ihn noch heute plagt und seine Handlungsweise beeinflusst.
Während seiner Zeit als Leutnant im Pazifikkrieg befahl er bei einer Gelegenheit eine große Höhle auszuräuchern, in der er viele feindliche Soldaten vermutete. Der Großteil seines Trupps wird im Kugelhagel aufgehalten, doch ein Mann kommt durch. Er hat einen Flammenwerfer und setzt die ganze Höhle in Brand.
Erst danach stellt sich heraus, dass Phelps die Vernichtung eines Krankenhauses befohlen hatte. In der immer noch brennenden Höhle stehend, ist er von schwer verbrannten, zum Teil aber noch lebenden japanischen verwundeten Männern, Frauen und Kindern umgeben.
Weil er deren Schmerzensschreie nicht erträgt, befiehlt er, dass alle überlebenden Japaner „von ihren Leiden“ befreit werden sollen und die Höhle danach gesprengt werden soll. Nachdem alle Japaner von seinem Trupp getötet worden sind, wird er selbst von einem Soldaten aus seinem Trupp, Courtney Sheldon, absichtlich angeschossen. Dieser hatte Phelps vor dem Massaker aufgefordert, sich selbst die Hände schmutzig zu machen. Phelps sagt dazu nichts und wird von anderen Soldaten aus der Höhle getragen, nachdem sein Sergeant – Jack Kelso – das befohlen hat. Dieser schwört die Leute noch auf Verschwiegenheit ein, so dass niemals jemand von dem Kriegsverbrechen erfährt. Zynischerweise erhält Phelps nach dem Krieg den Silver Star, einen der höchsten Kriegsauszeichnungen in den USA. Im Laufe der Handlung betont er jedoch immer wieder, da er von Ahnungslosen als Kriegsheld bezeichnet wird, dass er kein Held sei.
Durch überdurchschnittliche Erfolge während seiner Tätigkeit mit seinem Kollegen Ralph Dunn als Streifenpolizist steigt Phelps schnell ins Verkehrsdezernat auf, durch weitere Erfolge mit seinem Partner Stefan Bekowsky führt ihn sein Weg ins Einbruchsdezernat. Dieses Dezernat ist im Spiel allerdings nicht spielbar. Man springt direkt sechs Monate weiter ins Morddezernat, wo man den Posten des pensionierten Floyd Rose übernimmt. Dort bekommt Phelps Finnbar „Rusty“ Galloway als Partner. Der ist ein „alter Hund“, der bei Beweismangel auch gerne mal Beschuldigte handfest davon überzeugt, dass ein Geständnis die bessere Wahl wäre. Ziel im Morddezernat ist es, den Serienmörder „schwarze Dahlie“ (im Spiel „BD“, also „Black Dahlia“ genannt), zu fassen. Während seine Kollegen von Einzeltätern und Nachahmern ausgehen, riecht Phelps – zu Recht, wie sich herausstellt – dass der totgeglaubte Serienmörder wieder aktiv ist.
Im Laufe seiner Tätigkeit dort erkennt Phelps, wie sehr L.A. von korrupten und verbrecherischen Geldmachern beherrscht wird, die teilweise honorige Personen sind und/oder hohe Ämter bekleiden. Nach der Auflösung des Serienmordfalles bekommt Phelps nicht die erhoffte Anerkennung; er wird vielmehr massiv eingebremst, da – wie sein Vorgesetzter ihm erklärt – der Serienmörder mit einer wichtigen Persönlichkeit „ganz weit oben“ verwandt ist. Der „Black Dahlia“-Fall blieb somit offiziell ungelöst.
Je näher er seinen Gegnern kommt, desto mehr Steine werden Phelps in seiner Karriere in den Weg gelegt. Der Abstieg beginnt mit der Versetzung ins Sittendezernat gleich nachdem der Serienmörder erledigt ist. Dieses wird als weniger prestigeträchtig angesehen als das Morddezernat. Ein ganz offensichtlich korrupter Polizist, Roy Earle, der dabei zu Phelps Partner wird, offenbart diesem, dass er persönlich für dessen Versetzung gesorgt hat.
Im Sittendezernat muss Phelps sich zunächst mit Todesfällen befassen, die durch Missbrauch von Morphium aus Armeebeständen eingetreten sind. Wie sich im Laufe der Ermittlungen herausstellt, stammt das Morphium aus einem Raub: ein Schiff mit Armeebeständen aus Japan ist im Hafen überfallen worden, und das dort erbeutete Morphium erscheint nun auf einer Straße in L. A.
Nachdem ein offensichtlicher Hauptverteiler erledigt ist, taucht noch immer Morphium auf. Es kristallisiert sich heraus, dass die Überlebenden aus Phelps’ Trupp im Zweiten Weltkrieg – inklusive Courtney Sheldon – verantwortlich sein könnten für den Überfall auf das Schiff. Diese sind nämlich mit demselben Schiff aus Japan in die USA zurückgebracht worden wie das Morphium, das nun auf der Straße auftaucht.
Viele Soldaten, die aus Phelps Einheit waren und mit diesem Schiff zurückgekehrt sind, wurden zudem kürzlich überfallen und erschossen.
Außerdem erfährt der Spieler, dass ein bekannter Psychiater, Dr. Harlan Fontaine, Courtney Sheldon geholfen hat, die noch verbleibenden Drogen zu vertreiben und das dabei erwirtschaftete Geld zu waschen. Es soll in einen Häuserbaufonds fließen, der Häuser für heimkehrende Soldaten baut, um ihnen einen gewissen Wohlstand zu garantieren.
Sheldons Bedenken beschwichtigt der psychologisch versierte Arzt; die Drogen sollen nicht auf der Straße verkauft, sondern durch ihn medizinischen Zwecken zugeführt werden. Heimkehrenden Soldaten zu helfen ist ohnehin eines der Motive Sheldons gewesen, als er den Raub beging, so dass dieser in das Geschäft einwilligt.
Nachdem Phelps es auch in diesem Dezernat geschafft hat, den Hauptfeinden immer näher zu kommen, greifen diese zu härteren Mitteln und greifen ihn und seine Familie mit Gewalt und Intrigen an. Phelps beginnt eine Affäre mit der deutschstämmigen Jazz-Sängerin Elsa. Der doppelzüngige Partner von Phelps (immer noch Roy Earle) verrät dies an dessen Vorgesetzte. Hierdurch wird Phelps zum Gegenstand eines Ermittlungsverfahrens, dessen Ziel das Ende seiner Karriere sein soll. Bis dieses Verfahren jedoch beendet ist, wird er als Partner des erfahrenen Herschel Biggs ins Brandstiftungsdezernat abgeschoben, wo er auf die unmotiviertesten Polizisten im ganzen Spiel trifft.
Damit haben die Feinde Phelps dessen Ermittlungen allerdings in die Hände gespielt, da sich herausstellt, dass die Durchführung deren finsterer Pläne eine Menge Brandstiftung erfordert. Nachdem Phelps die sich häufenden Fälle niedergebrannter Häuser untersucht hat, wird Stück für Stück klar, dass die abgebrannten Häuser allesamt Wohnungsbauprojekten der größten Immobilienfirma vor Ort (Elysian Fields) im Wege standen. Diese befasst sich gerade im großen Stil mit Hausbauprojekten für heimkehrende Soldaten. Besonders auffällig ist, dass alle Eigentümer der niedergebrannten Häuser kurz zuvor eine Flugreise für genau dieses Wochenende gewonnen hatten, an dem das Haus niedergebrannt ist. Bedauerlicherweise gibt es Fälle, in denen die Hausbewohner aus verschiedenen Gründen die Reise nicht angetreten haben. Dies mussten sie dann mit dem Leben bezahlen.
Ermittlungen im Firmenregister und im Katasteramt führen zu der Erkenntnis, dass praktisch alle hochgestellten Persönlichkeiten der Stadt Anteile an der Immobilienfirma haben und in die Sache verstrickt sind.
Die Häuser, die auf den Grundstücken für die Soldaten gebaut werden, sind auch keineswegs bewohnbar. Nachdem ein Freund von Elsa bei Arbeiten an einem solchen Haus zu Tode gekommen ist (ein Dachbalken brach, er stürzte und daraufhin brach das ganze Haus zusammen), ermittelt Jack Kelso, der in Japan Phelps’ Sergeant war, in der Sache (der Spieler schlüpft an diesem Punkt in dessen Rolle). Er ist nach dem Krieg Versicherungsdetektiv geworden und überprüft Schadensfälle. Brisanterweise hatte Phelps, da er selbst nicht mehr ermitteln durfte, Elsa darum gebeten, Kelso mit dieser Sache zu beauftragen. Dies konnte Phelps selbst nicht vollbringen, da das Verhältnis zwischen ihm und Kelso nach den Ereignissen im Krieg als angespannt galt und somit eine Weigerung von Kelso sehr wahrscheinlich war. Später beichtet Phelps – auf Elsas Wunsch hin – Kelso sein Vorhaben. Trotzdem ermittelt Kelso weiter.
Er stellt fest, dass das Holz, mit dem die Häuser gebaut wurden, von einer längst geschlossenen Filmfirma stammte. Es war nur für Kulissenbau, keinesfalls aber zum Bau von Häusern gedacht, was auf ihnen auch deutlich vermerkt ist. Bei der Untersuchung eines noch im Bau befindlichen Hauses fällt Kelso auf, dass im ganzen Haus keine elektrischen Leitungen oder Wasserleitungen verbaut wurden, sondern nur Schalter, Steckdosen und Wasserinstallationsattrappen.
Somit ist klar, dass sämtliche Häuser nur gebaut werden, um niederzubrennen. Nachdem der Vizepräsident der Versicherungsfirma von Kelsos Ermittlungen erfahren hat, tut er alles, um Kelsos Ermittlungen abzubrechen.
Kelso vermutet, dass durch die bebauten Grundstücke der Preis für die Grundstücke verzehnfacht werden soll, um einen Versicherungsbetrug von erstaunlichem Ausmaß zu begehen. Dies erzählt er Courtney Sheldon, der das Schiff überfallen und mit den Drogenverkäufen den Häuserbaufonds mitfinanziert hat. Der ist daraufhin empört, will den Psychiater zur Rede stellen, wird aber von diesem – nachdem der erkannt hat, dass Sheldon nicht mehr zu beruhigen ist – ermordet. Als am Fundort des ermordeten Sheldon Phelps’ zwielichtiger Kollege aus dem Sittendezernat hinzustößt, bedroht der ebenfalls anwesende Phelps diesen mit seiner Waffe und droht ihm, die Leiche ja nicht anzufassen. Darüber hinaus spielt Phelps auf Earles Korruptionen an.
Nach der Ermordung Sheldons fährt Kelso zur Villa des Managers von Elysian Fields, Leland Monroe, erschießt mit Hilfe anderer ehemaliger Soldaten sämtliche Leibwächter desselben und schießt ihm ins Bein. Die Durchsuchung des Gebäudes führt zu Beweisen, die belegen, dass sämtliche wichtigen Personen der Stadt, Polizeipräsident inklusive, auf der Gehaltsliste von Monroe stehen. Unterdessen ist Elsa zum Psychiater gefahren, der erkennt, dass auch sie schon zu viel weiß, weil Phelps es ihr erzählt hat. Leider weiß sie noch nicht genug, um Fontaines Rolle einzuschätzen. Dieser versucht daraufhin, sie mit einer Kristallkugel zu erschlagen. Nachdem er einen Hieb ausgeführt hat, wird er allerdings von seinem eigenen Brandstifter, einem psychisch instabilen Patienten, gepackt und getötet („Genick gebrochen wie bei einem Hühnchen“ lautet die Diagnose des Bestatters später). Die bewusstlose Elsa wird von ihm entführt.
Seine ehemaligen Partner Rusty Galloway und Stefan Bekowsky, die eigentlich für diesen Fall zuständig waren, lassen Phelps die Räumlichkeiten des Psychiaters untersuchen. Dieser findet heraus, dass es nicht einmal um den Versicherungsbetrug ging, sondern allein um den Erwerb der Grundstücke. Diese liegen nämlich allesamt auf der Trasse einer bereits geplanten Autobahn – der Staat hätte nun für den Erwerb der Grundstücke ein erhebliches Sümmchen zu löhnen.
Nun beginnt eine Hetzjagd:
Kelso findet die Identität des Brandstifters heraus und fährt zu dessen Wohnsitz. Da findet er heraus, dass Elsa vom Brandstifter in der Kanalisation von L.A. versteckt wird. Er teilt dies dem Bewerber auf das Amt des Bezirksstaatsanwalts mit, weil er hofft, dass dieser mit der Korruption aufräumt. Daraufhin rasen Kelso und Phelps in Richtung Kanalisation, wobei sie allerdings von der Polizei verfolgt werden. Im Tunnelsystem erwarten Phelps und Kelso Gangster.
Nachdem alle Hindernisse überwunden sind, treffen Elsa, Phelps, Kelso und der Brandstifter, der Elsa in Wirklichkeit von Dr. Fontaine gerettet hat, noch einmal zusammen. Der Brandstifter ist der Soldat Ira Hogeboom, dem Phelps damals die Ausräucherung des Höhlenkrankenhauses befohlen hat. Er bittet Kelso verzweifelt darum, ihn zu befreien. Nachdem Elsa und Phelps gegangen sind, hört man den Schuss, mit dem Kelso den Soldaten Hogeboom erschießt.
Elsa, Phelps und Kelso fliehen nun durch die sich mit Wasser füllende Kanalisation. Mit Herschels Hilfe bringt Phelps zunächst Elsa und dann Kelso in Sicherheit. Er selbst kann sich nicht mehr an die Oberfläche retten und nur noch „Lebe wohl“ sagen, dann wird er von der durch die Kanalisation donnernden Flutwelle erfasst und mitgerissen.
Zynischerweise hält gerade Roy Earle, der korrupte Expartner von Phelps im Sittendezernat, den Nachruf auf Phelps. Elsa, die auch anwesend ist, hält das nicht aus und verlässt die Kirche, in der Phelps aufgebahrt ist. Dabei macht sie auch Kelso Vorwürfe. In einem kurzen Gespräch zwischen Kelso und Herschel wird klar, dass Kelso zwar nie ein Freund von Phelps gewesen ist, aber auch niemals sein Feind.
Im Hintergrund sitzen alle noch lebenden korrupten Würdenträger von Stadt und Polizei. Der neue Staatsanwalt, in den Kelso seine Hoffnung gesetzt hat, schüttelt den anderen Korrupten noch die Hand, und damit wird klar: alles ist wie immer, nur Phelps ist tot.
In einem letzten Rückblick wird aufgeklärt, dass Kelso offenbar auch am Schiffsraub beteiligt war, er sagt jedoch den anderen Männern, welche einst Soldaten in seiner Truppe waren, wenn sie das Morphium verkaufen, „würden sie ihm nichts mehr bedeuten“.

## Spielprinzip und Technik
Wesentliche Spielelemente sind die Spurensuche an Tatorten sowie die Vernehmung von Zeugen und Verdächtigen. Für Letzteres wurde die sogenannte Motionscan-Technik entwickelt, mit welcher die Mimiken von Schauspielern auf die digitalen Charaktere im Spiel übertragen werden. So ist es dem Spieler möglich, anhand der Gesichtszüge seines Gegenübers zu beurteilen, ob dieses lügt oder die Wahrheit sagt. Um potentielle Gangster der Lüge zu überführen, müssen allerdings handfeste Beweise wie Gegenstände vom Tatort oder Zeugenaussagen verwendet werden. Wer beim Verhör richtig liegt, steigt im Rangsystem auf und erhält versteckte Fahrzeuge, andere Outfits oder Intuitionspunkte, die bei weiteren Befragungen hilfreich sind. Andernfalls warten auf den Spieler Spott und Hohn oder eine Standpauke vom Polizeichef.

## Produktionsnotizen

### Kontroverse um Team Bondi
Das australische Entwicklerteam Team Bondi stand bereits vor Veröffentlichung des Spiels unter heftiger Kritik. So beschwerten sich Mitarbeiter, dass sie zur Fertigstellung von L.A. Noire unter starkem Druck und schlechten Arbeitsbedingungen standen. Zudem wurden Mitarbeiter, die vor der Veröffentlichung das Studio verlassen haben, aus den Credits gestrichen. Insbesondere Firmenchef Brendan McNamara war Ziel dieser Kritik; er veröffentlichte daraufhin eine Gegendarstellung. Im August 2011 meldete Team Bondi Insolvenz an. Vorher distanzierte sich selbst Rockstar-Games von dem Studio. Die Gesamtsumme an Schulden wird auf 1,4 Mio. australische Dollar geschätzt, wobei viele ehemalige Mitarbeiter auf der Liste der Gläubiger stehen.

### Besetzung
- Aaron Staton als Cole Phelps
- Michael McGrady als Detective Finbarr „Rusty“ Galloway
- Adam John Harrington als Detective Roy Earle
- Sean McGowan als Detective Stefan Bekowsky
- Keith Szarabajka als Detective Herschel Biggs
- Gil McKinney als Jack Kelso
- Erika Heynatz als Elsa Lichtmann
- John Noble als Leland Monroe
- Peter Blomquist als Dr. Harlan Fontaine
- Andy Umberger als Dr. Malcolm Carruthers
- Andrew Connolly als Captain James Donnelly
- Randy Oglesby als Captain Lachlan McKelty
- Ned Vaughn als Captain Gordon Leary
- Steve Rankin als Lieutenant Archibald Colmyer
- Michael Emanuel als Wachtmeister Mel Fleischer
- JD Cullum als Ray Pinker
- Kurt Fuller als Richard Coombs
- Daniel Roebuck als Mark Bishop
- Ken Lerner als Walter Mensch
- Rodney Scott als Streifenpolizist Ralph Dunn
- Chad Todhunter als Courtney Sheldon
- Erin Chambers als Heather Swanson
- Albert Shamus Wiles als Albert Lynch
- J. Marvin Campbell als Ira Hogeboom
- Matthew Del Negro als Henry Arnett
- Jack Conley als Vernon Mapes
- Chris J. Johnson als Grosvenor McCaffrey
- Greg Grunberg als Hugo Moller
- Jeffrey Vincent Parise als Leroy Sabo
- Courtney Gains als Eli Rooney
- Kate Norby als Lorna Pattison
- Jim Pirri als Carlo Arquerro
- Jessica Kiper als Candy Edwards
- Michael Chieffo als Gordon Leitvol
- William O’Leary als Frank Morgan
- Carla Gallo als Gloria Bishop
- Brian Krause als Clem Feeney
- Alex Solowitz als Richard Bates

### DLC
Als Downloadable Content sind erhältlich:
- Das Auto des Konsuls (The Consul's Car)
- Falsche Papiere (A Slip of the Tongue)
- Kifferwahnsinn (Reefer Madness)
- Die nackte Stadt (The naked City)
- Nicholsons Galvanisierung (The Nicholson Electroplating)

## Rezeption
Erste Testberichte fielen sehr positiv aus. So vergab IGN 8,5 von 10 Punkten und GameTrailers 9,1/10. Bei Metacritic erzielten die PS3-Version und die Version für Xbox 360 einen Metascore von 89 %. Die neuveröffentlichte Version von L.A. Noire für Nintendo Switch erreichte einen Score von 79 %, die PS4-Fassung 76 % und die Xbox One Version 77 %.
Magazine lobten vor allem die filmreife Atmosphäre, die Gesichtsanimationen und die Sprachausgabe. Bemängelt wurden jedoch schwammige Texturen, Logikfehler und Schwächen bei der Steuerung. Die GamePro vergab eine Wertung von 85 Punkten. Die Website Videogameszone.de bewertete den Titel mit 86 %. Eurogamer.de vergab 9 von 10 möglichen Punkten.
Spiegel Online bezeichnete das Spiel als „ein fast altmodisch wirkendes Adventure, in dem es darum geht, Rätsel zu lösen, Beweise zu sammeln und so Kriminalfälle zu lösen“. Andere Spielelemente wie Schießereien und Verfolgungsjagden wirkten „deplatziert“ und seien „Konzessionen“ an die Spieler, die von Rockstar Spiele wie GTA erwarteten.